# St. Leonhard (Hüfingen)

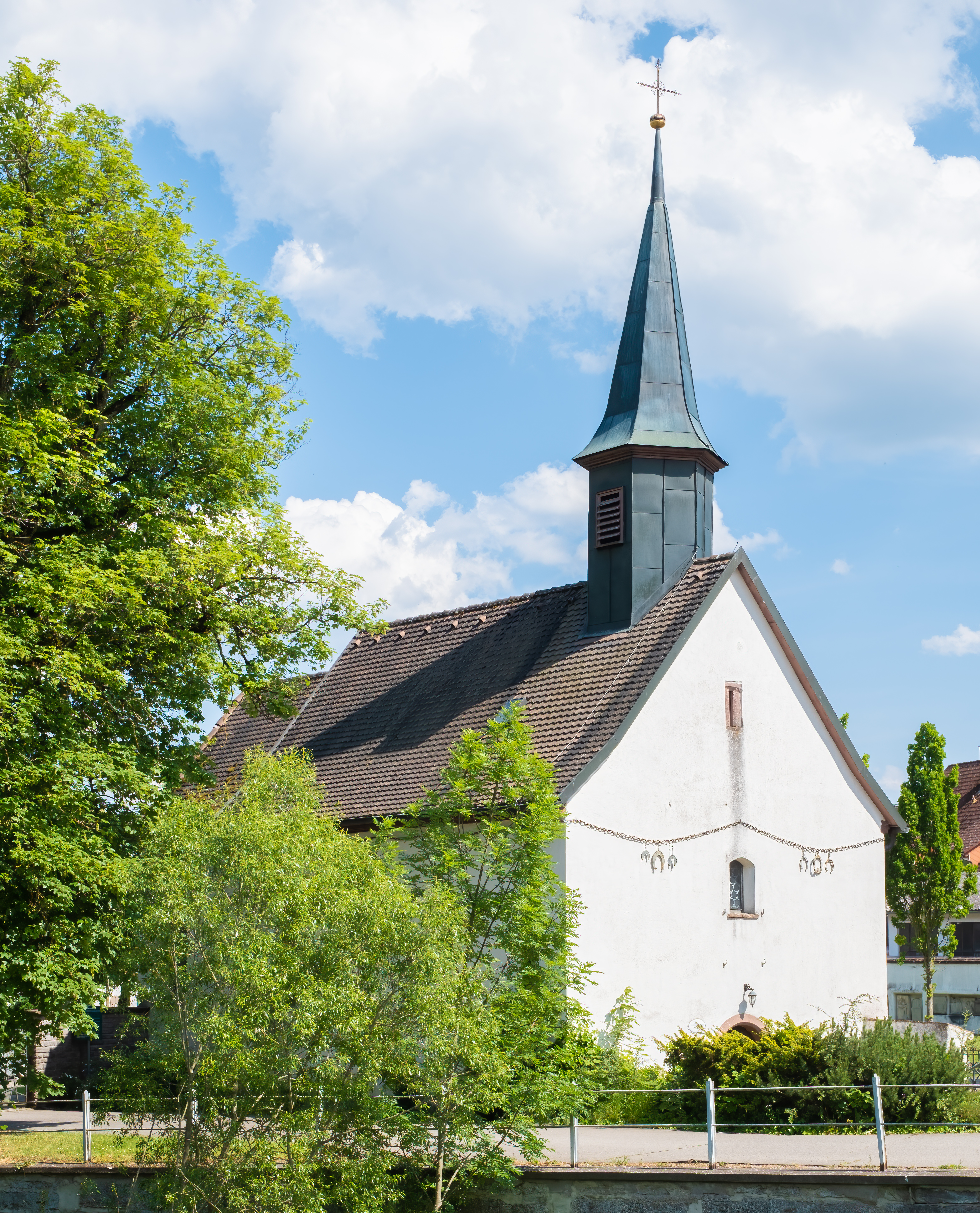
St. Leonhard in Hüfingen

Die römisch-katholische Kapelle St. Leonhard steht beim Friedhof von Hüfingen, einer Stadt im Schwarzwald-Baar-Kreis in Baden-Württemberg. Das Bauwerk ist beim Landesamt für Denkmalpflege Baden-Württemberg als Baudenkmal eingetragen.

## Beschreibung
Die Saalkirche besteht aus einem Langhaus und einem eingezogenen, dreiseitig geschlossenen Chor im Osten. Aus dem Satteldach des Langhauses erhebt sich im Westen ein sechseckiger Dachreiter, der den Glockenstuhl mit einer Kirchenglocke beherbergt, und der mit einem spitzen Helm bedeckt ist. Zur Kirchenausstattung gehört ein Hochaltar, auf dessen Altarretabel Johann Pfunner 1748 den heiligen Leonhard gemalt hat.